# سیارک ۵۱۰۴
سیارک ۵۱۰۴ (به انگلیسی: 5104 Skripnichenko، نامگذاری:1986RU5) پنج هزار و صد و چهارمین سیارک کشف شده‌است که در ۷ سپتامبر ۱۹۸۶ کشف شد.
قدر مطلق سیارک برابر ۱۱٫۶۰ است.